# بخش مکون
بخش مکون (به فرانسوی: Arrondissement de Mâcon) یک بخش در فرانسه است که در سون-ا-لوآر واقع شده‌است.